# Cuyuni-Mazaruni
Cuyuni-Mazaruni (regio 7) is een van de tien regio's van Guyana. De hoofdstad is Bartica.

## Demografie
Volgens de volkstelling van 2012 telt de regio Cuyuni-Mazaruni zo'n 20.280 inwoners, een stijging vergeleken met de volkstelling van 2002.
| Volkstellingsjaar | 1980   | 1991   | 2002   | 2012   |
| ----------------- | ------ | ------ | ------ | ------ |
| Inwoners          | 14.384 | 14.794 | 17.597 | 20.280 |

Mensen met gemengde afkomst vormen de grootste groep van de bevolking (41%), gevolgd door inheemsen (37%), Afro-Guyanezen (12%) en Indo-Guyanezen (9%). Verder woont er een vrij grote Portugese minderheid (1%).

## Plaatsen
- Bartica, hoofdplaats

## Gemeenten
Cuyuni-Mazaruni was in 2022 onderverdeeld in de volgende gemeenten:
1. Bartica
2. Agatash
3. Arau
4. Rest van Regio 7
5. Kamarang
6. Waramadan
7. Paruima
8. Jawalla, Kubenang River
9. Karambaru tot Kukui River + Phillipi

## Galerij

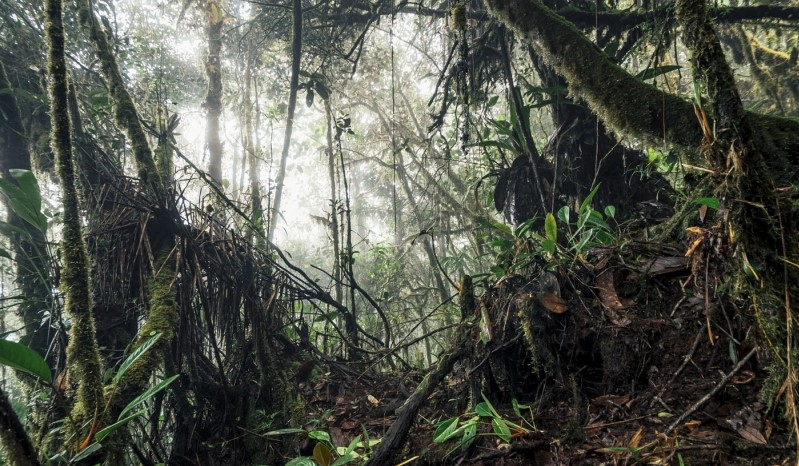
Nevelwoud op de Waukauyengtipu
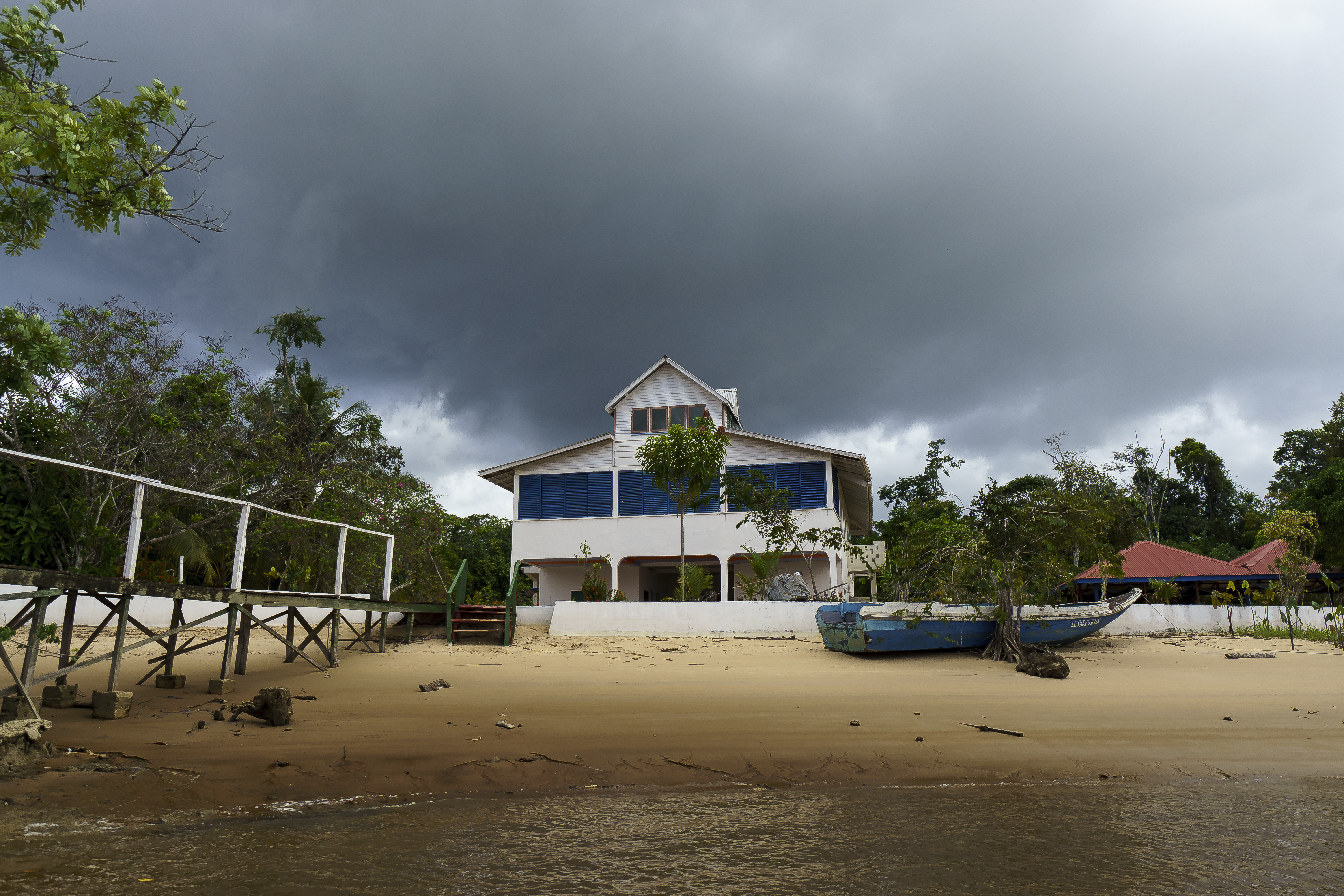
Sloth Island (Luilakkeneiland)
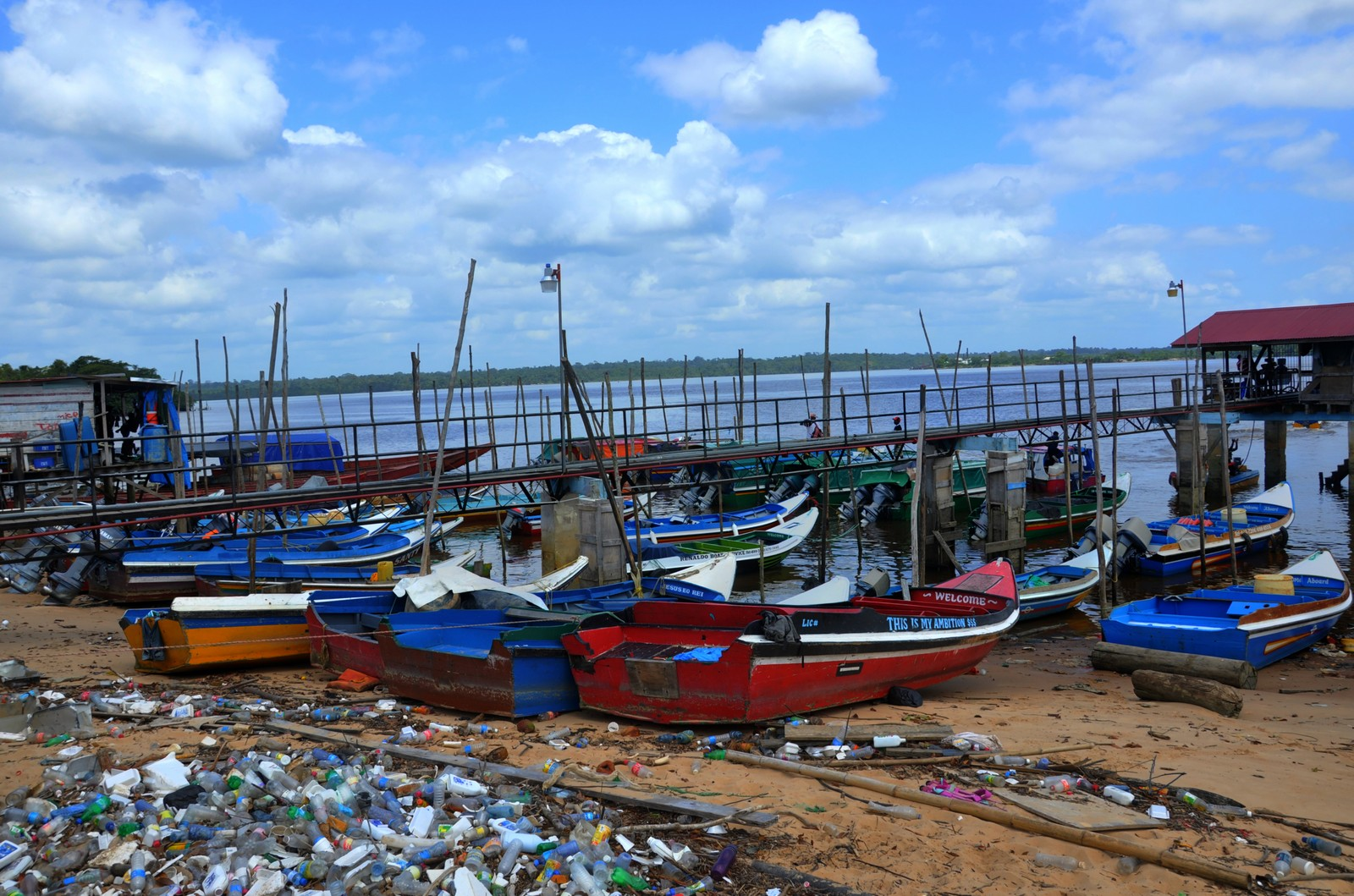
Haven van Bartica
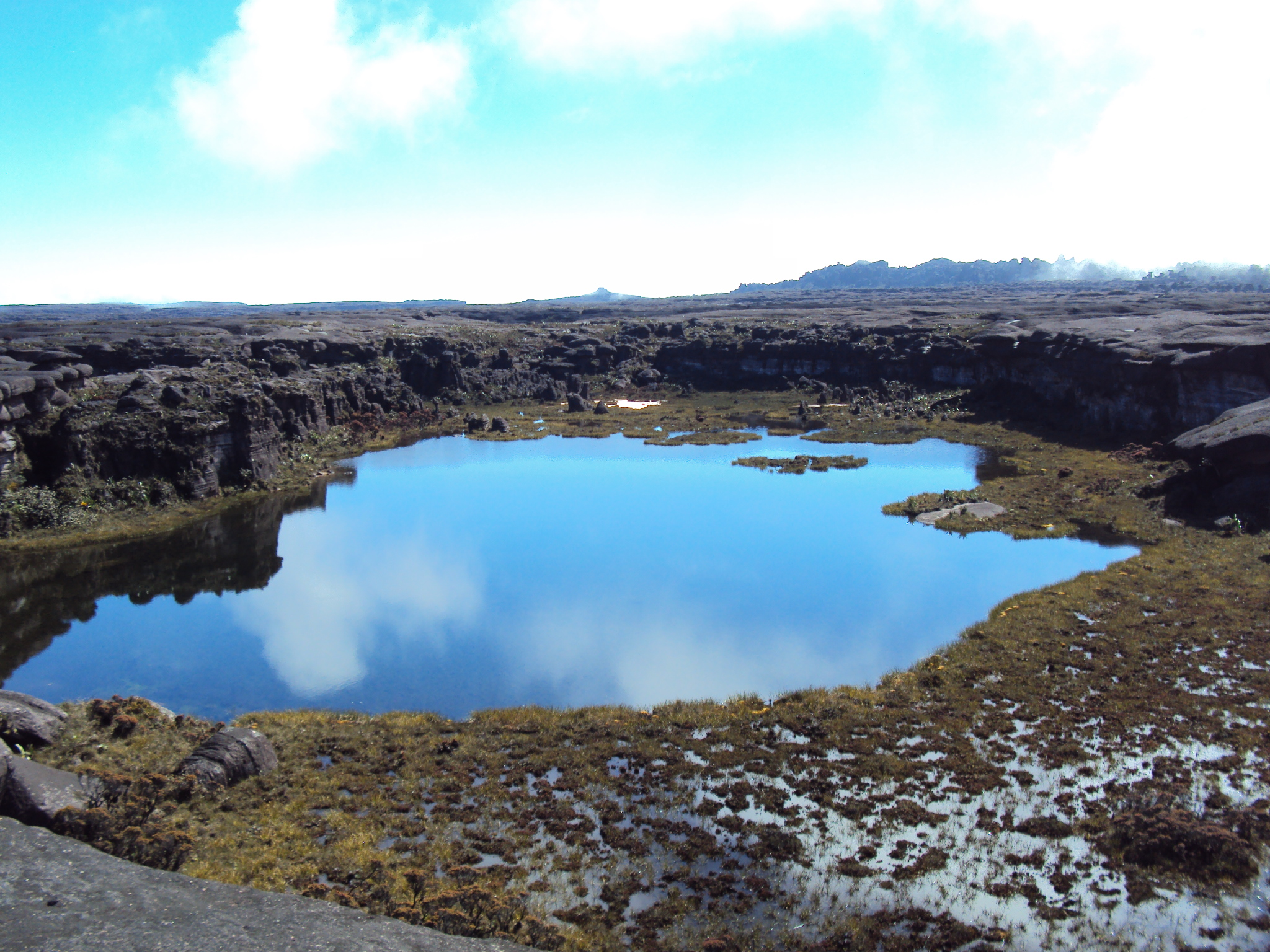
Gladys Lake op de berg Roraima

Barima-Waini · Pomeroon-Supenaam · Essequibo Islands-West Demerara · Demerara-Mahaica · Mahaica-Berbice · East Berbice-Corentyne · Cuyuni-Mazaruni · Potaro-Siparuni · Upper Takutu-Upper Essequibo · Upper Demerara-Berbice